# Ski alpin aux Jeux olympiques de la jeunesse d'hiver de 2024
Navigation
2020 2028
Les épreuves de ski alpin aux Jeux olympiques de la jeunesse d'hiver de 2024 ont lieu du 21 au 26 janvier 2024 dans la province de Gangwon en Corée du Sud.

## Qualifications
Chaque comité peut s'engager sur chaque concours individuel trois athlètes. Pour être éligibles, les participants doivent être nés entre le 1er janvier 2006 et le 31 décembre 2008. Le pays hôte est assuré de deux quota par épreuve individuelle.
Les huit premiers CNO classés au Trophée Marc Hodler de ski alpin aux Championnats du monde juniors de ski alpin FIS 2023 (ou top 7 pour garantir au pays hôte une équipe complète) ont droit à un quota de trois athlètes masculins et de trois athlètes féminines. Le reste des CNO classés peuvent alignés une équipe de deux athlètes masculins et deux athlètes féminines.
| Rang | Pays       | Mixte Slalom parallèle | Hommes Descente | Hommes Slalom | Hommes Slalom Géant | Hommes Super G | Femmes Descente | Femmes Slalom | Femmes Slalom Géant | Femmes Super G | Total |
| ---- | ---------- | ---------------------- | --------------- | ------------- | ------------------- | -------------- | --------------- | ------------- | ------------------- | -------------- | ----- |
| 1    | Suisse     | 7                      | 8               | -             | 7                   | 19             | 10              | 13            | 13                  | 9              | 108   |
| 2    | Italie     | 9                      | -               | 10            | 4                   | 5              | 15              | 14            | 7                   | 14             | 102   |
| 3    | Allemagne  | 4                      | 5               | 6             | -                   | -              | 5               | 9             | 8                   | 11             | 70    |
| 4    | France     | -                      | 15              | 13            | 14                  | 5              | 2               | 6             | 1                   | -              | 56    |
| 5    | Suède      | 10                     | -               | 14            | 12                  | -              | -               | 10            | 15                  | -              | 53    |
| 6    | Autriche   | 5                      | 11              | 1             | -                   | 14             | 4               | -             | -                   | -              | 50    |
| 7    | Norvège    | 8                      | -               | 7             | 15                  | 7              | 8               | -             | -                   | -              | 49    |
| 8    | États-Unis | 6                      | -               | 2             | -                   | -              | 4               | 3             | -                   | 5              | 31    |
| 9    | Albanie    | 6                      | -               | 2             | -                   | -              | 7               | -             | 8                   | 10             | 26    |
| 10   | Finlande   | 3                      | -               | -             | 9                   | 3              | -               | -             | -                   | -              | 21    |
| 11   | Slovénie   | -                      | 10              | -             | -                   | -              | -               | -             | -                   | -              | 10    |
| 12   | Slovaquie  | -                      | -               | -             | -                   | -              | -               | -             | -                   | 3              | 3     |

Les places de quota restantes seront réparties avec un maximum d'un athlète masculin et/ou d'une athlète féminine par CNO, parmi les CNO non encore qualifiés. L'attribution des quotas pour ces places sera déterminée en fonction de leur classement (points FIS juniors sur les épreuves Slalom géant et Slalom entre le 1er juillet 2022 et le 17 décembre 2023) sur une liste d'attribution établie le 18 décembre 2023.
Si le quota de 80 athlètes n'est pas atteint, les CNO n'ayant eu que deux quotas grâce à leur classement au Trophée Marc Hodler 2023 pourront porter leur délégation à trois. S'il restait encore des places, les CNOs non complet pourront récupérer un deuxième quota avec leur deuxième meilleur performeur.se de la saison.
| Masculin | Féminin |
| --- | --- |
| Allemagne (3) Autriche (3) Corée du Sud (3) France (3) Italie (3) Norvège (3) Suède (3) Suisse (3) Albanie (2) États-Unis (2) Finlande (2) Slovénie (2) Slovaquie (2) | Allemagne (3) Autriche (3) Corée du Sud (3) France (3) Italie (3) Norvège (3) Suède (3) Suisse (3) Albanie (2) États-Unis (2) Finlande (2) Slovénie (2) Slovaquie (2) |

Pour participer à l'épreuve de slalom parallèle, chaque équipe mixte sera composée de deux concurrents (un homme et une femme) du même CNO. Les 15 meilleurs CNO (ou les 16 premiers si le pays hôte est classé parmi les 16 premiers) au classement général du Trophée Marc Hodler aux Championnats du monde juniors de ski alpin FIS sont éligibles ; les équipes restantes seront déterminées sur la base de la confirmation de participation des CNO, deux heures avant la réunion des capitaines d'équipe.

## Calendrier des compétitions
Le tableau ci-dessous montre le calendrier des neuf épreuves de ski alpin.
| Janvier 2024  | Janvier 2024     | 21 | 22 | 23 | 24 | 25 | 26 |
| ------------- | ---------------- | -- | -- | -- | -- | -- | -- |
| Hommes        |                  |    |    |    |    |    |    |
| Slalom        |                  |    |    |    | X  |    |    |
| Slalom géant  |                  |    |    | X  |    |    |    |
| Super-combiné |                  | X  |    |    |    |    |    |
| Super-G       | X                |    |    |    |    |    |    |
| Femmes        |                  |    |    |    |    |    |    |
| Slalom        |                  |    |    |    | X  |    |    |
| Slalom géant  |                  |    | X  |    |    |    |    |
| Super-combiné |                  | X  |    |    |    |    |    |
| Super-G       | X                |    |    |    |    |    |    |
| Mixte         | Slalom parallèle |    |    |    |    |    | X  |

- Jour de l'épreuve

## Résultats

### Hommes
| Épreuve       | Or                 | Or            | Argent              | Argent        | Bronze             | Bronze        |
| ------------- | ------------------ | ------------- | ------------------- | ------------- | ------------------ | ------------- |
| Super G       | Benno Brandis      | 54 s 42       | Asaja Sturm         | 54 s 43       | Andrej Barnáš      | 54s 78        |
| Slalom géant  | Nash Huot-Marchand | 1 min 34 s 37 | Zak Carrick-Smith   | 1 min 35 s 30 | Florian Neumayer   | 1 min 35 s 37 |
| Slalom        | Zak Carrick-Smith  | 1 min 38 s 61 | Eliott Westlund     | 1 min 38 s 66 | Nash Huot-Marchand | 1 min 38 s 87 |
| Super combiné | Zak Carrick-Smith  | 1 min 49 s 46 | Alexander Ax Swartz | 1 min 49 s 59 | Liam Liljenborg    | 1 min 50 s 30 |

### Femmes
| Épreuve       | Or              | Or            | Argent               | Argent        | Bronze           | Bronze        |
| ------------- | --------------- | ------------- | -------------------- | ------------- | ---------------- | ------------- |
| Super G       | Camilla Vanni   | 53 s 54       | Eva Schachner        | 53 s 61       | Shaienne Zehnder | 53 s 75       |
| Slalom géant  | Giorgia Collomb | 1 min 41 s 10 | Shaienne Zehnder     | 1 min 41 s 21 | Astrid Hedin     | 1 min 42 s 13 |
| Slalom        | Maja Waroschitz | 1 min 37 s 49 | Charlotte Grandinger | 1 min 38 s 08 | Giorgia Collomb  | 1 min 38 s 46 |
| Super combiné | Maja Waroschitz | 1 min 47 s 96 | Giorgia Collomb      | 1 min 48 s 36 | Romy Ertl        | 1 min 48 s 82 |

### Mixte
| Épreuve          | Or                                           | Argent                                | Bronze                                   |
| ---------------- | -------------------------------------------- | ------------------------------------- | ---------------------------------------- |
| Slalom parallèle | Autriche- Maja Waroschitz - Florian Neumayer | Suède- Astrid Hedin - Elliot Westlund | Finlande- Amélie Björkstén - Altti Pyrrö |

## Tableau des médailles
| Rang  | Nation          | Or | Argent | Bronze | Total |
| ----- | --------------- | -- | ------ | ------ | ----- |
| 1     | Autriche        | 3  | 2      | 1      | 6     |
| 2     | Italie          | 2  | 2      | 0      | 4     |
| 3     | Grande-Bretagne | 2  | 1      | 0      | 3     |
| 4     | Allemagne       | 1  | 0      | 2      | 3     |
| 5     | France          | 1  | 0      | 0      | 1     |
| 6     | Suède           | 0  | 3      | 3      | 6     |
| 7     | Suisse          | 0  | 1      | 1      | 2     |
| 8     | Finlande        | 0  | 0      | 1      | 1     |
| 8     | Slovaquie       | 0  | 0      | 1      | 1     |
| Total | Total           | 9  | 9      | 9      | 27    |